# Zelandobius ngaire
Zelandobius ngaire är en bäcksländeart som beskrevs av Mclellan 1993. Zelandobius ngaire ingår i släktet Zelandobius och familjen Gripopterygidae. Inga underarter finns listade i Catalogue of Life.